# Jerónimo Remorino
Jerónimo Remorino (* 1902 in Buenos Aires; † 20. November 1968 ebenda) war ein argentinischer Anwalt, Politiker und Diplomat. Von Juni 1951 bis August 1955 war er in der Regierung von Juan Perón argentinischer Außenminister.

## Leben
Remorino studierte Rechtswissenschaft und Politik an der Universität Córdoba. Von 1936 bis 1948 war er stellvertretender  Direktor der juristischen Zeitschrift "La Ley" (Das Gesetz) und danach bis von 1948 Direktor der "Annalen der argentinischen Gesetzgebung" (Anales de legislación argentina). Vor seiner  Ernennung zum Botschafter Argentiniens bei der Regierung der Vereinigten Staaten 1948 arbeitete er ein Jahr als Direktor bei der Argentinischen Zentralbank. Im Juli 1951 ernannte ihn Präsident Juan Perón zum Außenminister des Landes. Da es wegen der Wirtschaftspolitik Differenzen mit Peron gab, trat er Mitte 1955 von seinem Amt zurück.

## Ehrungen
- 1953: Großkreuz des Verdienstordens der Bundesrepublik Deutschland